# Марко-Айленд (Флорида)
Марко-Айленд (англ. Marco Island) — місто (англ. city) в США, в окрузі Колльєр штату Флорида. Населення — 15 760 осіб (2020).

## Географія
Марко-Айленд розташоване за координатами 25°55′57″ пн. ш. 81°42′3″ зх. д. / 25.93250° пн. ш. 81.70083° зх. д. (25.932497, -81.700962).  За даними Бюро перепису населення США в 2010 році місто мало площу 59,03 км², з яких 31,44 км² — суходіл та 27,59 км² — водойми. В 2017 році площа становила 63,88 км², з яких 31,49 км² — суходіл та 32,39 км² — водойми.

### Клімат
Місто знаходиться у зоні, котра характеризується кліматом тропічних саван. Найтепліший місяць — серпень із середньою температурою 26.9 °C (80.5 °F). Найхолодніший місяць — січень, із середньою температурою 16.1 °С (60.9 °F).
| Клімат Марко-Айленда    | Клімат Марко-Айленда | Клімат Марко-Айленда | Клімат Марко-Айленда | Клімат Марко-Айленда | Клімат Марко-Айленда | Клімат Марко-Айленда | Клімат Марко-Айленда | Клімат Марко-Айленда | Клімат Марко-Айленда | Клімат Марко-Айленда | Клімат Марко-Айленда | Клімат Марко-Айленда | Клімат Марко-Айленда |
| Показник                | Січ.                 | Лют.                 | Бер.                 | Квіт.                | Трав.                | Черв.                | Лип.                 | Серп.                | Вер.                 | Жовт.                | Лист.                | Груд.                | Рік                  |
| Середній максимум, °C   | 21,4                 | 22,5                 | 23,9                 | 25,7                 | 28,3                 | 30,1                 | 31                   | 31,3                 | 30,5                 | 28,5                 | 25,3                 | 22,8                 | 26,8                 |
| Середня температура, °C | 16,1                 | 17,4                 | 19                   | 20,9                 | 23,7                 | 25,8                 | 26,8                 | 26,9                 | 26,3                 | 23,9                 | 20,6                 | 17,6                 | 22,1                 |
| Середній мінімум, °C    | 10,7                 | 12,2                 | 14                   | 16,1                 | 19,1                 | 21,6                 | 22,6                 | 22,6                 | 22                   | 19,4                 | 15,9                 | 12,4                 | 17,4                 |
| Норма опадів, мм        | 53.3                 | 58.4                 | 63.5                 | 63.5                 | 88.9                 | 241.3                | 177.8                | 231.1                | 213.4                | 96.5                 | 58.4                 | 45.7                 | 1389.4               |
| ----------------------- | -------------------- | -------------------- | -------------------- | -------------------- | -------------------- | -------------------- | -------------------- | -------------------- | -------------------- | -------------------- | -------------------- | -------------------- | -------------------- |
| Джерело: Weatherbase    |                      |                      |                      |                      |                      |                      |                      |                      |                      |                      |                      |                      |                      |

## Демографія
Згідно з переписом 2010 року, у місті мешкало 16 413 осіб у 8203 домогосподарствах у складі 5604 родин. Густота населення становила 278 осіб/км².  Було 17134 помешкання (290/км²).
Расовий склад населення:
| - 95,9 % — білих - 1,1 % — азіатів - 0,5 % — чорних або афроамериканців - 0,1 % — корінних американців - 1,6 % — осіб інших рас |

До двох чи більше рас належало 0,7 %. Частка іспаномовних становила 7,1 % від усіх жителів.
За віковим діапазоном населення розподілялося таким чином: 9,4 % — особи молодші 18 років, 43,9 % — особи у віці 18—64 років, 46,7 % — особи у віці 65 років та старші. Медіана віку мешканця становила 63,6 року. На 100 осіб жіночої статі у місті припадало 95,9 чоловіків;  на 100 жінок у віці від 18 років та старших — 95,1 чоловіків також старших 18 років.
Середній дохід на одне домашнє господарство  становив 117 040 доларів США (медіана — 73 304), а середній дохід на одну сім'ю — 130 552 долари (медіана — 84 354). Медіана доходів становила 55 833 долари для чоловіків та 45 380 доларів для жінок. За межею бідності перебувало 7,4 % осіб, у тому числі 10,0 % дітей у віці до 18 років та 7,0 % осіб у віці 65 років та старших.
Цивільне працевлаштоване населення становило 5639 осіб. Основні галузі зайнятості: мистецтво, розваги та відпочинок — 17,0 %, фінанси, страхування та нерухомість — 14,5 %, науковці, спеціалісти, менеджери — 13,5 %, освіта, охорона здоров'я та соціальна допомога — 12,8 %.